# 寅次郎的故事31 旅行、女伴和寅次郎
《寅次郎的故事31 旅行、女伴和寅次郎》（日語：男はつらいよ 旅と女と寅次郎）是一部1983年上映的日本喜剧电影，亦是《寅次郎的故事系列》的第三十一部剧场版作品。由山田洋次导演，渥美清、倍赏千惠子、前田吟、下条正巳、三崎千惠子及都春美等等主演。于1983年8月6日上映。

## 剧情简介
演歌女明星京春美因为工作压力过大，偷偷独自一人不辞而别，出外散心。在路上她遇到了四处奔波的寅次郎，两人一见如故，共同上路游玩。寅次郎带着春美来到了一个美丽的小岛来游玩，在这里春美心情得以放松。直到春美公司的工作人员赶到，并将春美带回。一段时间后，春美亲自来到柴又，想向寅次郎致谢。但四处奔波的寅次郎此时并不在家，春美应大家的要求为柴又的居民演唱了多首歌曲。临别时她留下演唱会的票，希望寅次郎及其家人都能够参加。春美的演唱会开始了，寅次郎并没有出现，只有一束象征爱情的花被送到春美的手中。

## 主要演员
- 车寅次郎：渥美清
- 诹访樱：倍赏千惠子
- 京春美：都春美
- 车龙造（叔父）：下条正巳
- 车つね（姑妈）：三崎千惠子
- 诹访博：前田吟
- 桂梅太郎（タコ社长）：太宰久雄
- 源公：佐藤蛾次郎
- 诹访满男：吉冈秀隆
- 御前样：笠智众
- 北村社长：藤冈琢也
- 三田：樱井千里
- 吉冈：Bengal
- 富子：木之叶锯
- 庄司久子：中北千枝子
- 东西屋：关敬六
- 东西屋的妻：石井富子
- 漁船船长：山谷初男
- 吾作的老婆：北林谷荣
- 保安员：内藤安彦
- 记者：梅津荣
- 食堂的亲父：人见明
- 社长秘书：牧野左代子
- 熊吉：佐山俊二

### 英文
- . 英国电影协会.   [2014-03-18]. （原始内容存档于2014-03-18） （英语）.
- . Complete Index to World Film.   [2014-03-18]. （原始内容存档于2014-03-18） （英语）.
- 互联网电影数据库（IMDb）上《Otoko wa tsurai yo: Tabi to onna to Torajirô (1983)》的资料（英文）
- Galbraith IV, Stuart. . DVD Talk. 2007-01-24  [2014-03-18]. （原始内容存档于2014-03-18） （英语）.

### 德文
- . www.molodezhnaja.ch.   [2014-03-18]. （原始内容存档于2013-05-20） （德语）.

### 日文
- . www.allcinema.net.   [2014-03-18]. （原始内容存档于2013-12-07） （日语）.
- . 日本电影院数据库（日本文化厅）.   [2014-03-18]. （原始内容存档于2014-03-18） （日语）. 外部链接存在于|publisher= (帮助)
- . 日本电影数据库.   [2014-03-18]. （原始内容存档于2013-11-05） （日语）.
- . 电影旬报.   [2014-03-18]. （原始内容存档于2012-03-09） （日语）.

### 中文
- . 豆瓣电影.   [2014-03-18]. （原始内容存档于2014-03-18）.